# Frankamenite
La frankamenite è un minerale.